# August Sigmund Frobenius
August Sigmund Frobenius († 1741) war ein deutscher Chemiker des 18. Jahrhunderts, der in England wirkte. Er gilt als Wiederentdecker des „Schwefeläthers“.
Über Frobenius ist wenig bekannt, erste Nachrichten über ihn stammen von 1727. Er arbeitete im Labor von Ambrosius Gottfried Hanckwitz in London, da er auch mit diesem publizierte – über Experimente mit Urin-Phosphor, dessen Herstellung nach dem Verfahren von Hennig Brand Hanckwitz in London betrieb. Dort stellte er Ether her aus Alkohol und Schwefelsäure. Das veröffentlichte er 1729 in den Philosophical Transactions der Royal Society (mit einer Note von Hanckwitz), hielt aber das Herstellungsverfahren geheim. Es wurde bei der Royal Society hinterlegt und erst 1741 veröffentlicht (von Cromwell Mortimer, unmittelbar nach dem Tod Frobenius‘). Zu dieser Zeit hatten aber schon andere das Verfahren für sich entdeckt, darunter Georg Ernst Stahl und Friedrich Hoffmann.
Er nannte den Diethylether Spiritus vini aethereus und bereitete damit dem Wort „Äther“ den Weg. Diese und andere Experimente verschafften ihm die Aufnahme in die Royal Society. Er hatte einen Doktortitel in Medizin.
Das Verfahren der Ether-Herstellung war schon Valerius Cordus, der ihn als „süßes Vitriol“ bezeichnete, 1535 bekannt, aber ebenso wie die Beobachtung von Paracelsus, dass diese Substanz Hühner narkotisieren konnte, wieder in Vergessenheit geraten. In der ersten Veröffentlichung von 1729 wird auch von Hanckwitz darauf hingewiesen, dass das Verfahren Isaac Newton bekannt war, der 1727 starb.

## Schriften
- An Account of a Spiritus Vini Aethereus. Together with Several Experiments Tried Therewith. In: Philosophical Transactions of the Royal Society. Band 36, 1729/30, S. 283–289.